# جوليا نيكسون-سول
جوليا نيكسون-سول (بالإنجليزية: Julia Nickson-Soul) من مواليد 11 سبتمبر 1958 ، ممثلة أمريكية من أصل سنغافوري، اشتهرت في مشاركتها مع الممثل الأمريكي سيلفستر ستالون في الفيلم الأمريكي رامبو: الدم الأول 2 سنة 1984.

## وصلات خارجية
- جوليا نيكسون-سول على موقع IMDb (الإنجليزية)
- جوليا نيكسون-سول على موقع ألو سيني (الفرنسية)
- جوليا نيكسون-سول على موقع ميوزك برينز (الإنجليزية)
- جوليا نيكسون-سول على موقع أول موفي (الإنجليزية)
- جوليا نيكسون-سول على موقع قاعدة بيانات الأفلام السويدية (السويدية)
- جوليا نيكسون-سول على موقع قاعدة بيانات الأفلام السويدية (السويدية)
- جوليا نيكسون-سول على موقع قاعدة بيانات الفيلم (الإنجليزية)
- جوليا نيكسون-سول على موقع كينوبويسك (الروسية)
- جوليا نيكسون-سول at ميموري ألفا (a ستار تريك ويكي)
- Julia Nickson-Soul at The Great Machine, the Babylon 5 wiki